# Регламент про мережевий нейтралітет
Регламент про мережевий нейтралітет — нормативно-правовий акт Європейського Союзу, де стаття 3(3) визначає заходи щодо відкритого доступу до мережі Інтернет.
Текст регламенту критикували як прогалини, які можуть підірвати ефективність регламенту. Деякі держави-члени Європейського Союзу, такі як Словенія та Нідерланди, мають суворіші норми про мережевий нейтралітет.

## Історія
Регуляторна база для електронних комунікаційних мереж і послуг в Європейському Союзі 2002 року складалася з п'яти директив, які називаються «Рамкова директива і Спеціальні директиви»:
- Директива про доступ (Директива 2002/19/ЄС)
- Директива про авторизацію (Директива 2002/20/ЄС)
- Рамкова директива (Директива 2002/21/ЄС)
- Директива про універсальні послуги[en] (Директива 2002/22/ЄС)
- Директива про конфіденційність та електронні комунікації[en] (Директива 2002/58/ЄС)

Під час консультацій Європейської комісії щодо оновлення Рамкової директиви та Спеціальних директив у листопаді 2007 року вона дослідила можливу потребу в законодавстві, яке встановлює обов’язкову мережеву нейтральність, протидіючи потенційній шкоді, якщо така є, спричиненою ненейтральним широкосмуговим доступом. Європейська комісія заявила, що встановлення пріоритетів «загалом вважається вигідним для ринку, якщо користувачі мають вибір доступу до можливостей передачі та послуг, які вони хочуть», і «отже, чинні правила ЄС дозволяють операторам пропонувати різні послуги різним клієнтам. груп, але не дозволяйте тим, хто займає домінуюче становище, дискримінувати в антиконкурентний спосіб між клієнтами в подібних обставинах».
Однак Європейська комісія підкреслила, що поточна правова база Європи не може ефективно запобігти операторам мереж погіршувати якість послуг своїх клієнтів. Тому Європейська комісія запропонувала надати їй повноваження встановлювати мінімальні вимоги до якости послуг. Крім того, було запропоновано зобов’язання щодо прозорости, щоб обмежити можливість мережевих операторів встановлювати обмеження на вибір кінцевими користувачами законного контенту та програм.
19 грудня 2009 року набув чинности так званий «Телекомунікаційний пакет», і держави-члени ЄС повинні були імплементувати Директиву до травня 2011 року. За словами Європейської комісії, нові вимоги щодо прозорости в телекомунікаційному пакеті означатимуть, що «споживачі будуть проінформовані — навіть до підписання контракту — про характер послуги, на яку вони підписуються, включаючи методи управління трафіком та їхній вплив на якість послуги, а також будь-які інші обмеження (наприклад, обмеження пропускної здатности або доступна швидкість з’єднання)». Регламентом (ЄС) № 1211/2009 Європейського Парламенту та Ради від 25 листопада 2009 року було створено Орган європейських регуляторних органів у сфері електронних комунікацій (BEREC) та Офісний орган європейських регуляторів електронних комунікацій. Основною метою BEREC є сприяння співпраці між національними регуляторними органами, забезпечуючи послідовне застосування нормативної бази Європейського Союзу для електронних комунікацій.
Європейський парламент проголосував за пропозицію Комісії ЄС від вересня 2013 року в першому читанні в квітні 2014 року, а Рада прийняла мандат на переговори в березні 2015 року. Після ухвалення Комісією Стратегії цифрового єдиного ринку 6 травня глави держав і урядів погодилися з необхідністю зміцнення єдиного телекомунікаційного ринку ЄС. Після 18 місяців переговорів 30 червня 2015 року Європейський парламент, Рада та Комісія досягли двох угод щодо скасування плати за роумінг і перших загальноєвропейських правил мережевої нейтральності, які завершилися капітальним оновленням правил телекомунікаційних мереж в 2016 році. Зокрема, стаття 3 Регламенту ЄС 2015/2120 встановлює базові рамки для забезпечення мережевого нейтралітету в усьому Європейському Союзі. Проте текст регламенту піддався критиці через прогалини, які можуть підірвати ефективність регламенту.

### Національні правила
Європейський Союз заклав рамки мережевого нейтралітету, але деякі держави ЄС мають жорсткіші національні закони або обговорюють їх прийняття. Однак Нілі Крус, колишня єврокомісарка з цифрового порядку денного, попросила «національних законодавців і регуляторів дочекатися кращих обставин, перш ніж вводити регулювання на неузгодженій основі для кожної країни, що уповільнює створення Єдиного цифрового ринку».
| Держава-член | Ситуція                    | Деталі |
| ------------ | -------------------------- | --- |
| Бельгія      | Обговорюється              | У Бельгії питання мережевого нейтралітету обговорювалося в парламенті в червні 2011 року. Три партії (CD&V, N-VA & PS) спільно запропонували текст для введення концепції мережевого нейтралітету в закон про телекомунікації. |
| Франція      | Обговорюється              | У Франції 12 квітня 2011 року Комісія з економічних питань французького парламенту схвалила звіт депутата Лора де Ла Раудьєра (UMP). Звіт містить 9 пропозицій. Пропозиції № 1 і 2 стосуються мережевого нейтралітету. |
| Італія       | Обговорюється              | У березні 2009 року був висунутий наступний законопроєкт: законопроект сенаторів Вінченцо ВІТА (НД) і Луїджі Вімеркаті (НД) «Нейтралітет мереж, вільне програмне забезпечення та інформаційне суспільство».Сенатор Вімеркаті в інтерв'ю сказав, що хоче «зробити щось для мережевого нейтралітету» і що його надихнув Лоуренс Лессиг, професор Стенфордської школи права. Вімеркаті сказав, що тема дуже складна, але в статті 3 є посилання на концепцію нейтральності щодо контенту. Це також проблема прозорості і для мобільного зв'язку: нам потрібна мінімальна пропускна здатність, щоб гарантувати послугу. Нам потрібен якийсь принцип для захисту споживачів. Важливо, щоб споживач був поінформований, якщо він не може отримати доступ до всього Інтернету. Законопроєкт відкидає будь-яку дискримінацію: пов'язану з контентом, послугами та пристроями. Законопроект загалом присвячений Інтернету («статут для Інтернету») і торкається різних тем, таких як мережевий нейтралітет, вільне програмне забезпечення, надання доступу до Інтернету кожному. |
| Нідерланди   | Закон прийнято у 2012 році | 4 червня 2012 року Нідерланди стали першою країною в Європі і другою в світі, після Чилі, яка прийняла закон про мережевий нейтралітет. Основне положення закону вимагає, щоб «Постачальники електронних комунікаційних мереж загального користування, які використовуються для надання послуг доступу до Інтернету, а також провайдери послуг доступу до Інтернету не перешкоджали і не сповільнювали роботу сервісів або додатків в Інтернеті». |
| Словенія     | Закон прийнято у 2012 році | Наприкінці 2012 року Словенія ухвалила закон про електронні комунікації, який запроваджує сильний принцип мережевого нейтралітету. Таким чином, Словенія стала другою країною в Європі, яка прийняла закон про мережевий нейтралітет. Державне агентство з питань комунікацій, мереж і послуг (AKOS) забезпечує дотримання закону і проводить перевірки. У січні 2015 року воно виявило нульовий рейтинг у двох найбільших операторів мобільного зв'язку - Telekom і Simobil (тепер A1). У лютому воно виявило подібні порушення також у компаніях Amis (нині Simobil) і Tušmobil (нині Telemach). У липні 2016 року Адміністративний суд Республіки Словенія скасував рішення АКОС. |

## Потенційні порушення
У 2007 році британський інтернет-провайдер Plusnet використовував глибокий аналіз пакетів, щоб запровадити обмеження та диференційовані тарифи для однорангового зв’язку, протоколу передачі файлів та трафіку онлайн-ігор. Однак їхня філософія управління мережею була зрозуміла для кожного пакета, який вони продавали, і була узгоджена на різних веб-сайтах.
У 2017 році німецькі оператори мобільного зв’язку, такі як Deutsche Telekom і Vodafone, пропонували послуги, які, можливо, впливали на мережевий нейтралітет. Урядова установа, що наглядає за ринком (Федеральне мережеве агентство), заявила, що загалом ці плани узгоджуються з мережевим нейтралітетом, але змусили компанії прийняти деякі зміни.

## Критика
Європейський закон про мережевий нейтралітет критикували за те, що він залишає занадто багато лазівок для використання, оскільки поправки, спрямовані на їх закриття, не отримали достатньої підтримки в Європейському парламенті. Деякі лазівки включають можливість надавати пріоритет «спеціалізованим послугам» за умови, що вони все ще ставляться до «відкритого» інтернету нарівні з ним. До таких послуг належать дистанційна хірургія, безпілотні автомобілі та антитерористична діяльність. У законі сказано, що ці послуги не можуть надаватися, якщо вони обмежують пропускну здатність для звичайних користувачів. Інший виняток — надання вебсайтам «нульового рейтингу», що не зараховується до ліміту даних користувача, надаючи перевагу цим сайтам при перегляді через лімітоване з'єднання.